# Bjørneø (ö i Grönland, Sermersooq)
Bjørneø är en ö i Grönland (Kungariket Danmark).   Den ligger i kommunen Sermersooq, i den sydvästra delen av Grönland. Arean är 175 kvadratkilometer.
Terrängen på Bjørneø är lite bergig. Öns högsta punkt är 1 216 meter över havet. Den sträcker sig 22,4 kilometer i nord-sydlig riktning, och 20,1 kilometer i öst-västlig riktning.